# Amby
Amby (Limburgs: Amie) is een voormalig dorp en een voormalige gemeente in de Nederlandse provincie Limburg. Het is sinds 1970 een woonwijk en een van de 44 officiële buurten van de gemeente Maastricht.

## Topografie en bevolkingssamenstelling
Amby ligt in het dal van de Maas, op een hoogte van ongeveer 53 meter. Naar het oosten toe verheft zich het Plateau van Margraten, waar zich het natuurgebied De Dellen bevindt. Aan de overzijde van Rijksweg 2 ligt de buurtschap Mariënwaard.
De grenzen van de huidige buurt Amby komen niet geheel overeen met die van de voormalige gemeente (zie gemeentekaart hieronder). Zo behoort het vroeger in Amby gelegen kasteel Geusselt tegenwoordig tot de buurt Wittevrouwenveld. Aan de noord- en oostzijde grenst Amby aan de Maastrichtse buurgemeenten Meerssen en Valkenburg aan de Geul. Het agrarische gebied ten oosten van de bebouwde kom van Amby strekt zich bijna uit tot het dorp Berg. De bebouwing aan de Ambyerstraat-Noord ging vroeger vrijwel ongemerkt over in die van de Ambyerweg in het Meerssense kerkdorp Rothem; tegenwoordig ligt hier de snelweg A79. Een andere snelweg, de A2, vormt de westgrens, waarbij het in 2014-'15 uitgebreide knooppunt Kruisdonk bij Amby hoort. Ten zuiden van Amby liggen de Maastrichtse buurten Wittevrouwenveld en Scharn. Het westelijk deel van de Severenweg vormt de grens met Wittevrouwenveld, maar de grens knikt voor de Heukelstraat naar het zuiden. Het Groenenscheidt Instituut, de verpleegkliniek De Zeven Bronnen, de campus van het United World College Maastricht en de Ambyervijver behoren daardoor bij Amby; het grootste deel van het Geusseltpark hoort echter bij Wittevrouwenveld. De grens met Scharn wordt gevormd door de provinciale weg 590, waarvan het deel binnen de bebouwde kom Terblijterweg heet en daarbuiten wordt aangeduid als Rijksweg.
Amby heeft circa 6.500 inwoners. Het is een relatief welvarende buurt. Het inkomensniveau is bovengemiddeld in vergelijking met andere buurten in Maastricht. De werkloosheid ligt onder het gemiddelde, evenals de criminaliteitscijfers. Een meerderheid van de bewoners woont in een koopwoning.

## Geschiedenis

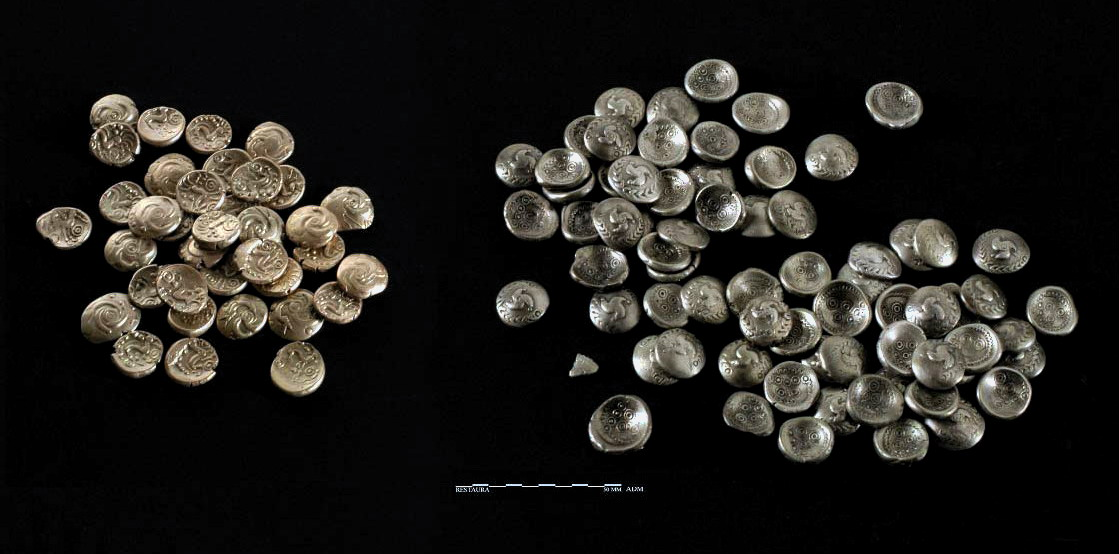
De Keltische muntschat

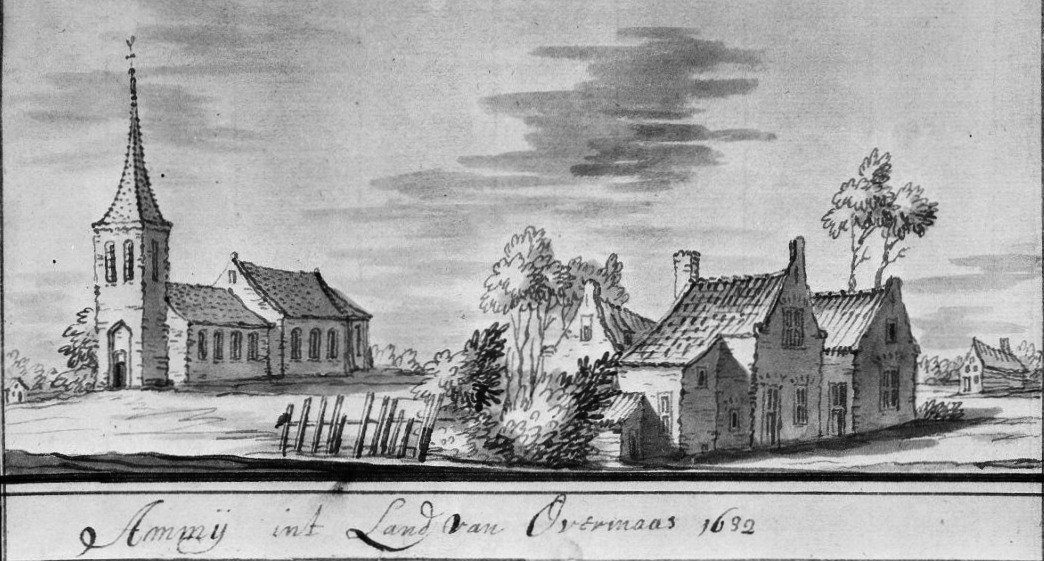
Amby in 1632

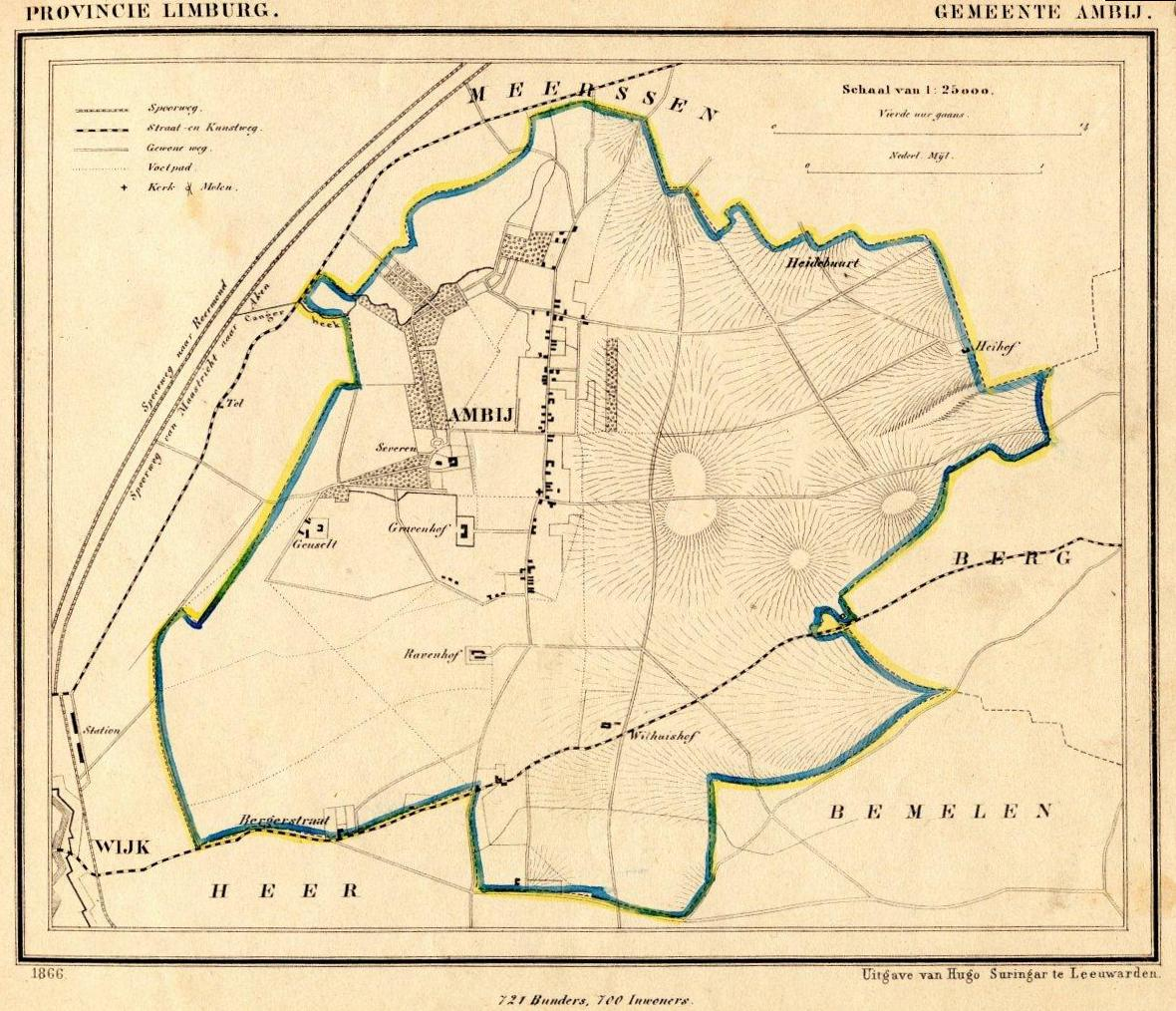
Kaart van de gemeente Ambij uit 1866. Aangegeven zijn o.m. Huis Severen, kasteel Geusselt, de Ravenhof, de Gravenhof en de Withuishof

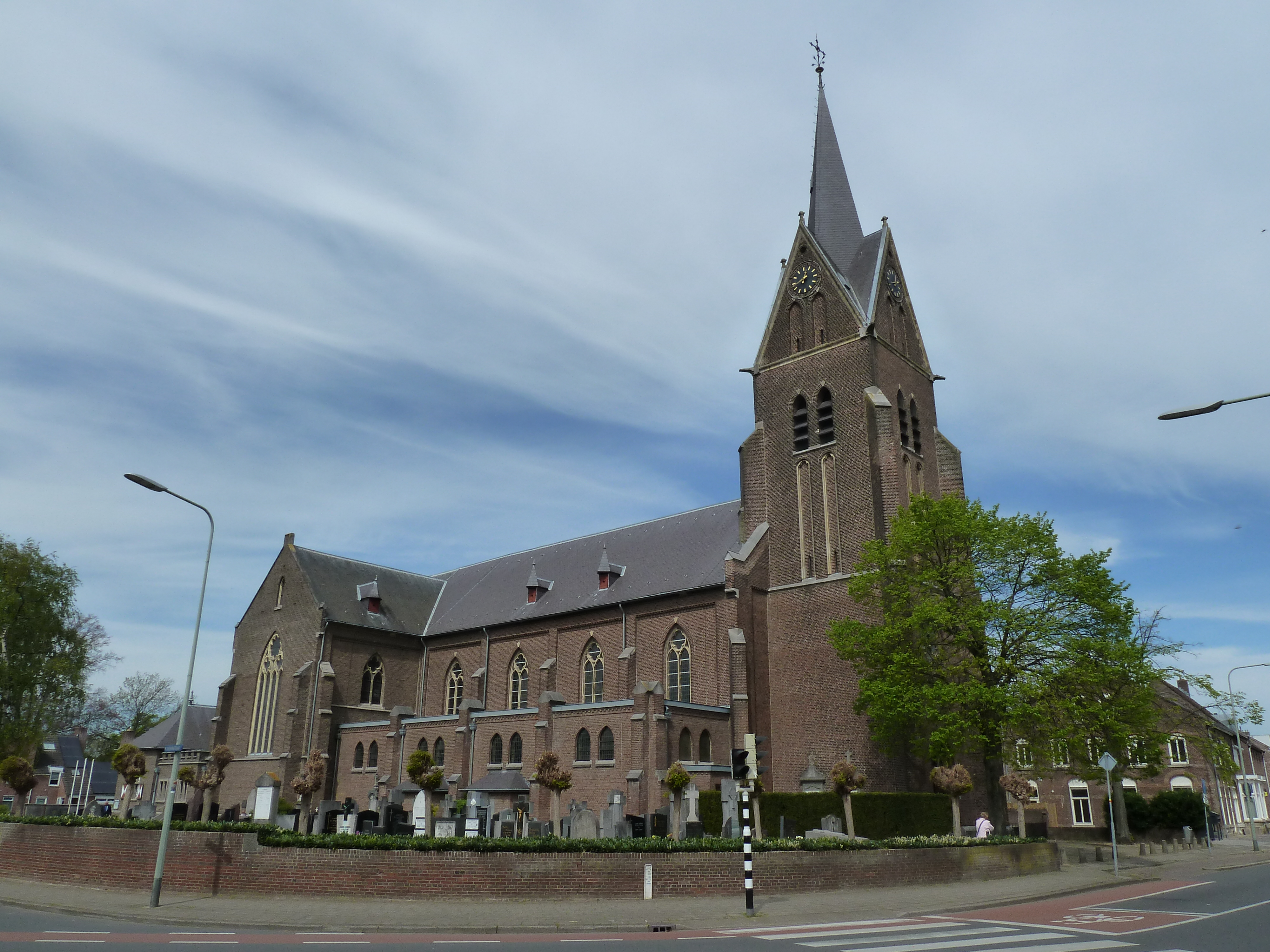
De Sint-Walburgakerk

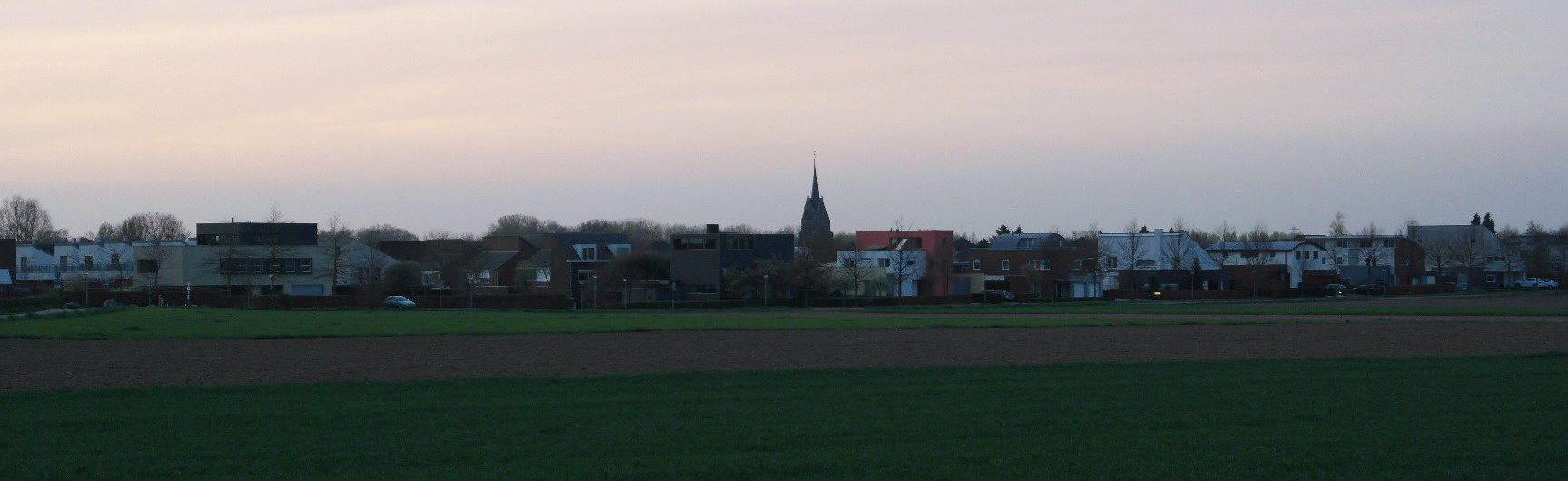
Amby bij avond

Amby wordt weleens aangeduid als het "oudste dorp van Nederland". Reeds in 1000 v.Chr. was er sprake van bewoning en sindsdien is het gebied min of meer continu bewoond gebleven. In 2008 werd in Amby een muntschat uit de eerste eeuw v. Chr. gevonden van zilveren zogeheten Rijnlandse regenboogschoteltjes, en gouden munten die worden toegeschreven aan de Eburonen. In 1918 werden verspreid over een groot terrein Romeinse dakpannen en scherven van aardewerk aangetroffen. In het begin van de jaartelling heeft hier mogelijk een Romeinse villa gestaan.
Een Walburgakapel, de voorloper van de huidige parochiekerk van Amby, komt voor op een lijst van goederen van de Proosdij van Meerssen uit 1145. De eerste schriftelijke vermelding van de plaats, als Ambeia, dateert uit 1157. In 1609 werd Amby een zelfstandige parochie. Op een anonieme tekening uit 1632 is de kerk te midden van enkele huizen te zien.
Amby lag vlak bij de belangrijke vestingstad Maastricht, die tot het einde van de 18e eeuw regelmatig belegerd werd. Het dorp heeft daar in de loop der eeuwen sterk onder geleden. Tijdens het beleg van 1632 door Frederik Hendrik, waren zo'n 12.000 man infanterie en 4000 cavalerie, onder leiding van de Graaf van Pappenheim, nabij Amby gelegerd. Op 17 augustus vond hier een bloedige strijd plaats, waarbij Pappenheim zijn beste officieren en 1500 manschappen verloor en gedwongen werd terug te trekken. Volgens de geschiedschrijvers was de overwinning van de Nederlandse troepen voor een groot deel te danken aan de inzet van Frederik Hendrik zelf, die persoonlijk naar Amby kwam en de troepen aanvoerde. De kerk van Amby speelde een belangrijke rol, als perfecte uitkijkpost en een plek om zich te verschansen. Door het oorlogsgeweld bleef Amby nagenoeg met de grond gelijk gemaakt achter.
Tot 1 juli 1970 was Amby een zelfstandige gemeente. In dat jaar werd Amby, tegelijk met Heer, Itteren en Borgharen, bij de gemeente Maastricht gevoegd en werd administratief als een wijk (tegenwoordig meestal buurt genoemd) van Maastricht ingedeeld. Een klein deel van het grondgebied van de voormalige gemeente ging echter naar de gemeente Meerssen.

## Bezienswaardigheden

### Historische gebouwen
- De Sint-Walburgakerk werd in 1866 gebouwd naar een ontwerp van Carl Weber. Het neogotische gebouw werd in 1927 uitgebreid met een nieuw koor en transept en in 1957 met nieuwe zijbeuken. De kerk is geen rijksmonument, maar is desalniettemin met haar hoge, spitse toren beeldbepalend in het dorp en bezit een aantal waardevolle kunstschatten.
- De Mariakapel uit de 19e eeuw aan de Ambyerstraat Zuid.
- De Kapel aan het Kruis uit de 20e eeuw aan de Ambyerstraat Noord.
- De Mariakapel van onduidelijke datum op de hoek van de Molenweg met de Bergerstraat.

In Amby liggen enkele historisch waardevolle kasteeltjes en herenhoeven, onder andere kasteel Geusselt (officieel in Wittevrouwenveld, maar historisch bij Amby behorend), het huis Severen en het landhuis Withuishof. Een deel van de wijk behoort tot het Buitengoed Geul & Maas.
Aan de Ambyerstraat-Zuid 88 ligt de voormalige lagere school uit omstreeks 1900, een rijksmonument, thans in gebruik als kinderdagverblijf.

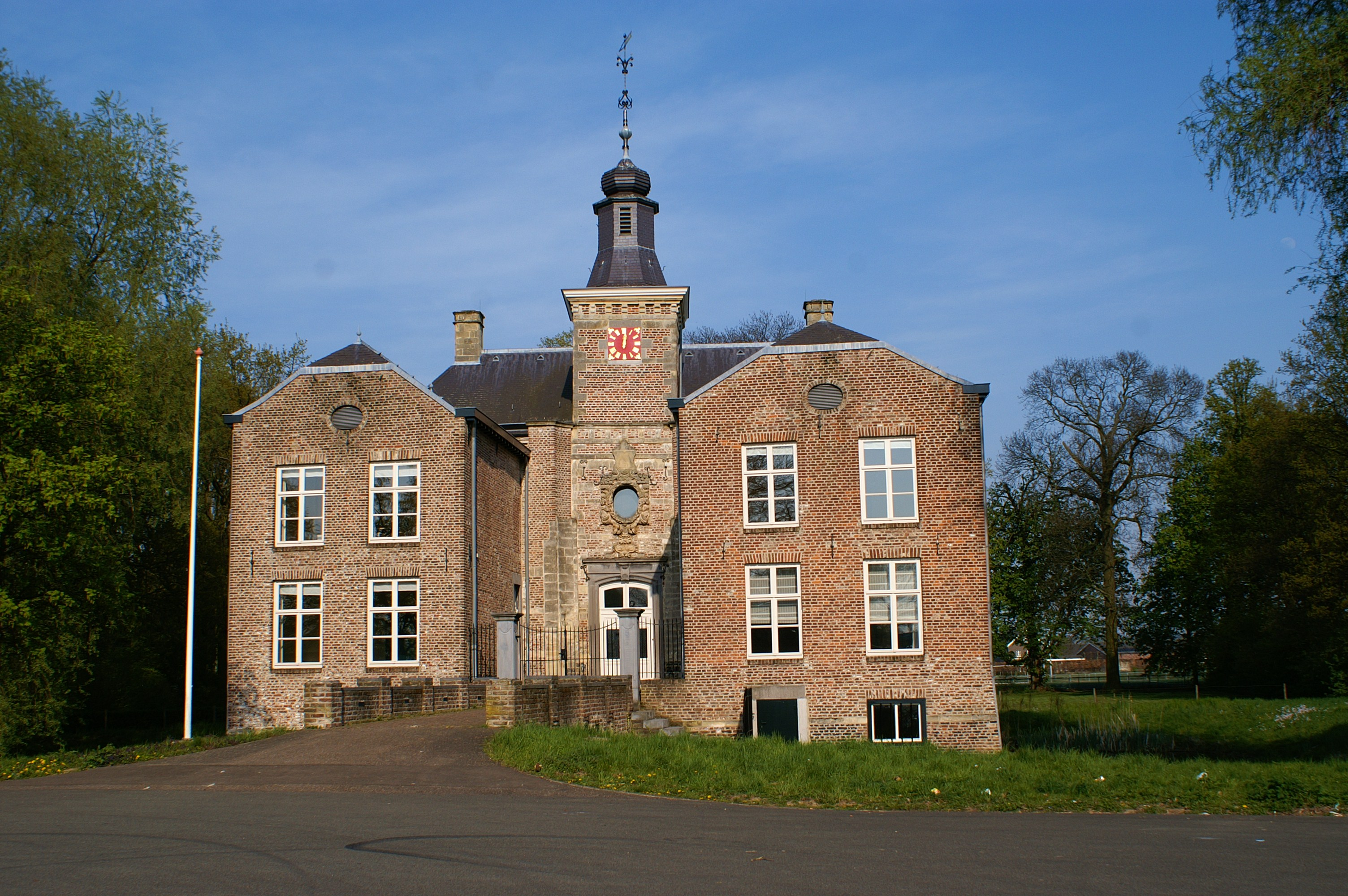
Kasteel Geusselt
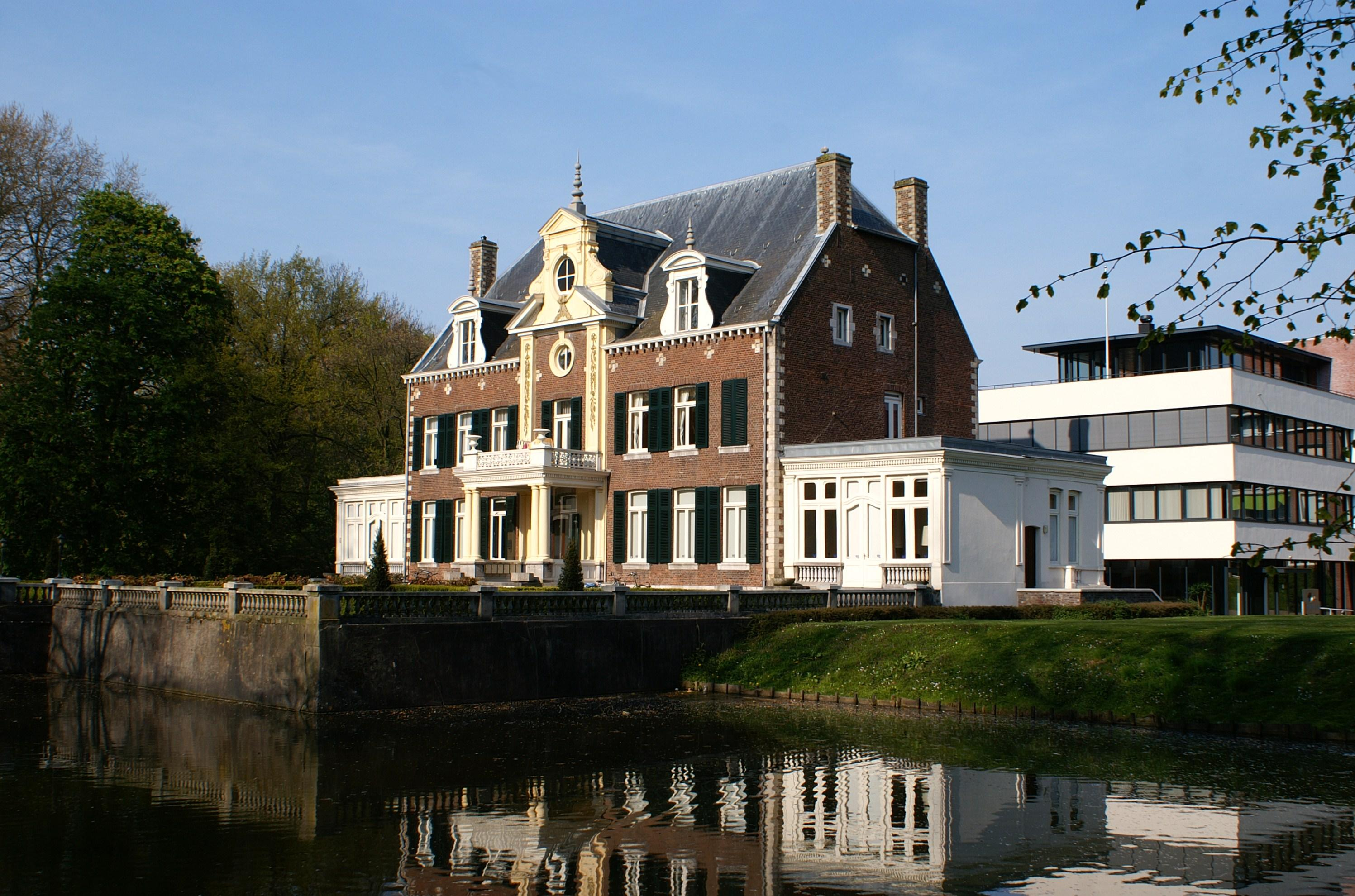
Huize Severen
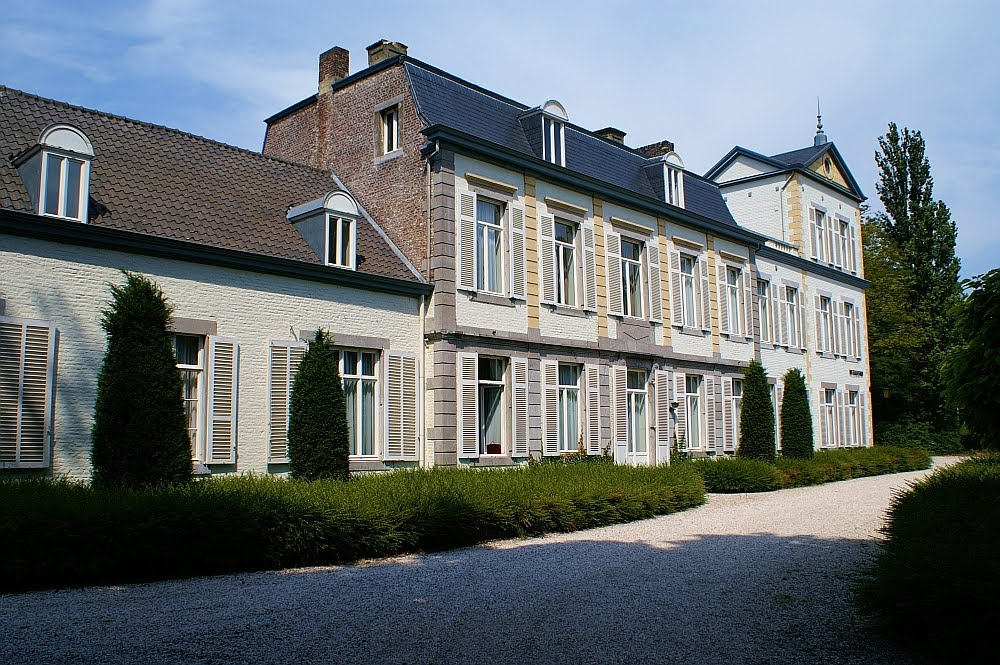
Withuishof
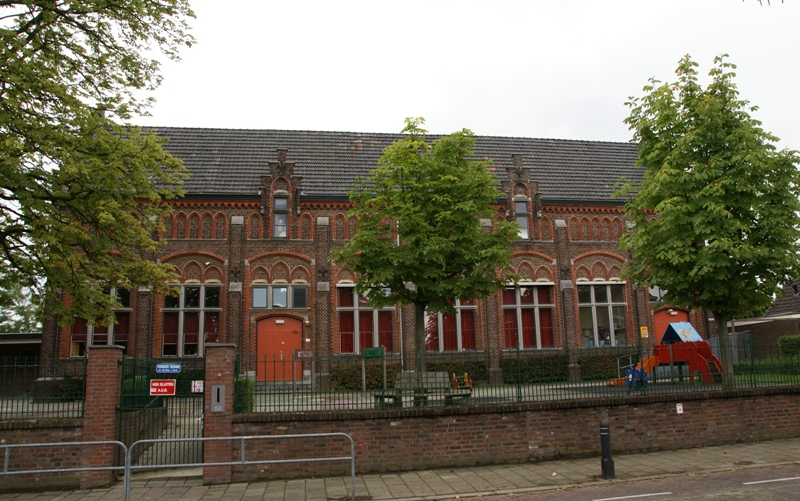
School Ambyerstraat-Zuid

### Moderne architectuur
Amby heeft enkele nieuwbouwwijken met moderne architectuur. Vooral de wijk Hagenhof is fraai vormgegeven. De meeste moderne architectuur bevindt zich in of rondom het Geusseltpark. Hier bevindt zich onder andere het Geusseltstadion van profvoetbalclub MVV Maastricht en het in 2013 geopende Geusseltbad. Het United World College Maastricht (UWCM) kwam eveneens in 2013 gereed en bestaat uit een campus op een eilandje in de Ambyervijver. Op het eilandje staan twee schoolgebouwen en drie dorms, woongebouwen voor internaatsstudenten afkomstig uit 90 verschillende landen. Aan de rand van het Geusseltpark bevinden zich tevens enkele kantoorgebouwen (waaronder het Ondernemershuis van architect Arno Meijs) en het woongebouw Cour Renoir. Ook op het bedrijventerrein Scharn-Noord bevinden zich enkele interessante bedrijfsgebouwen.

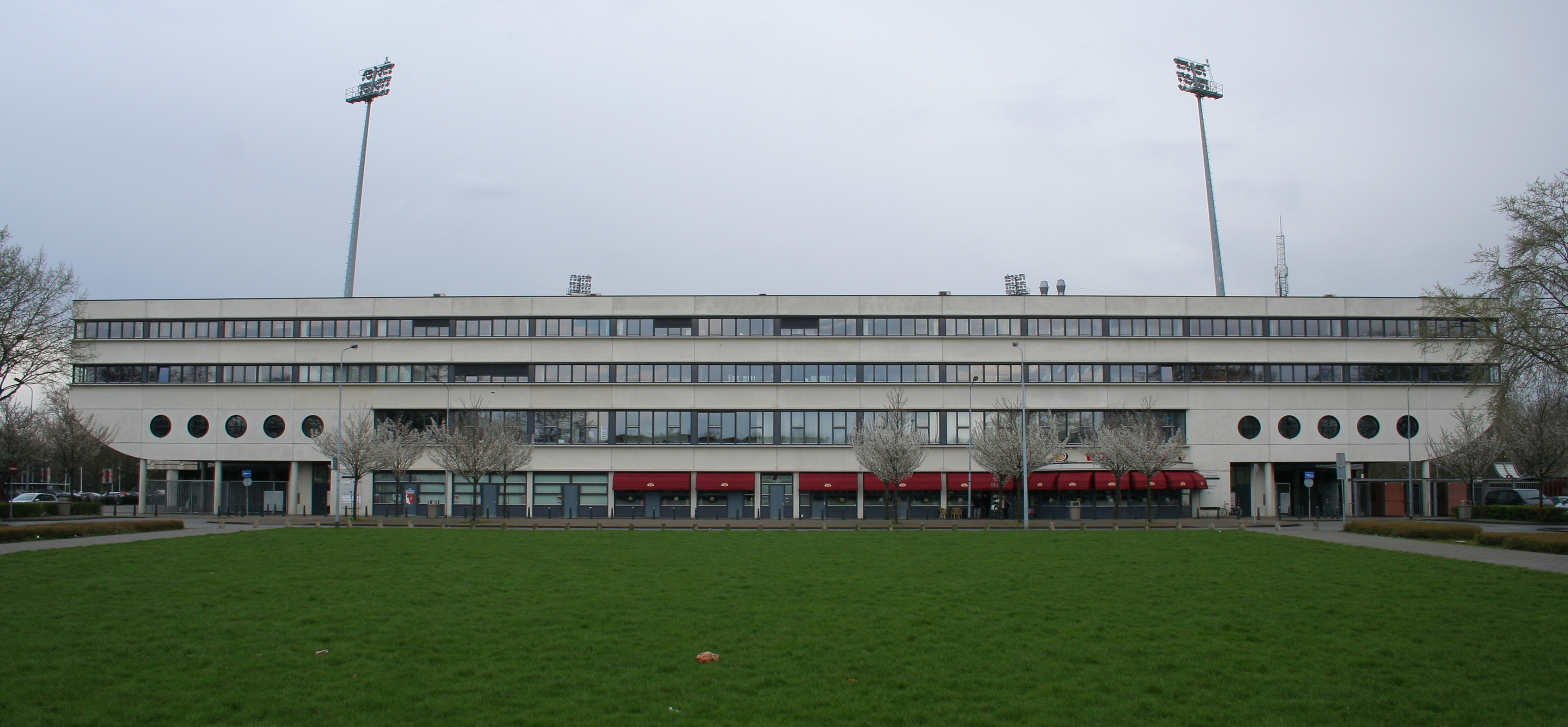
Stadion De Geusselt
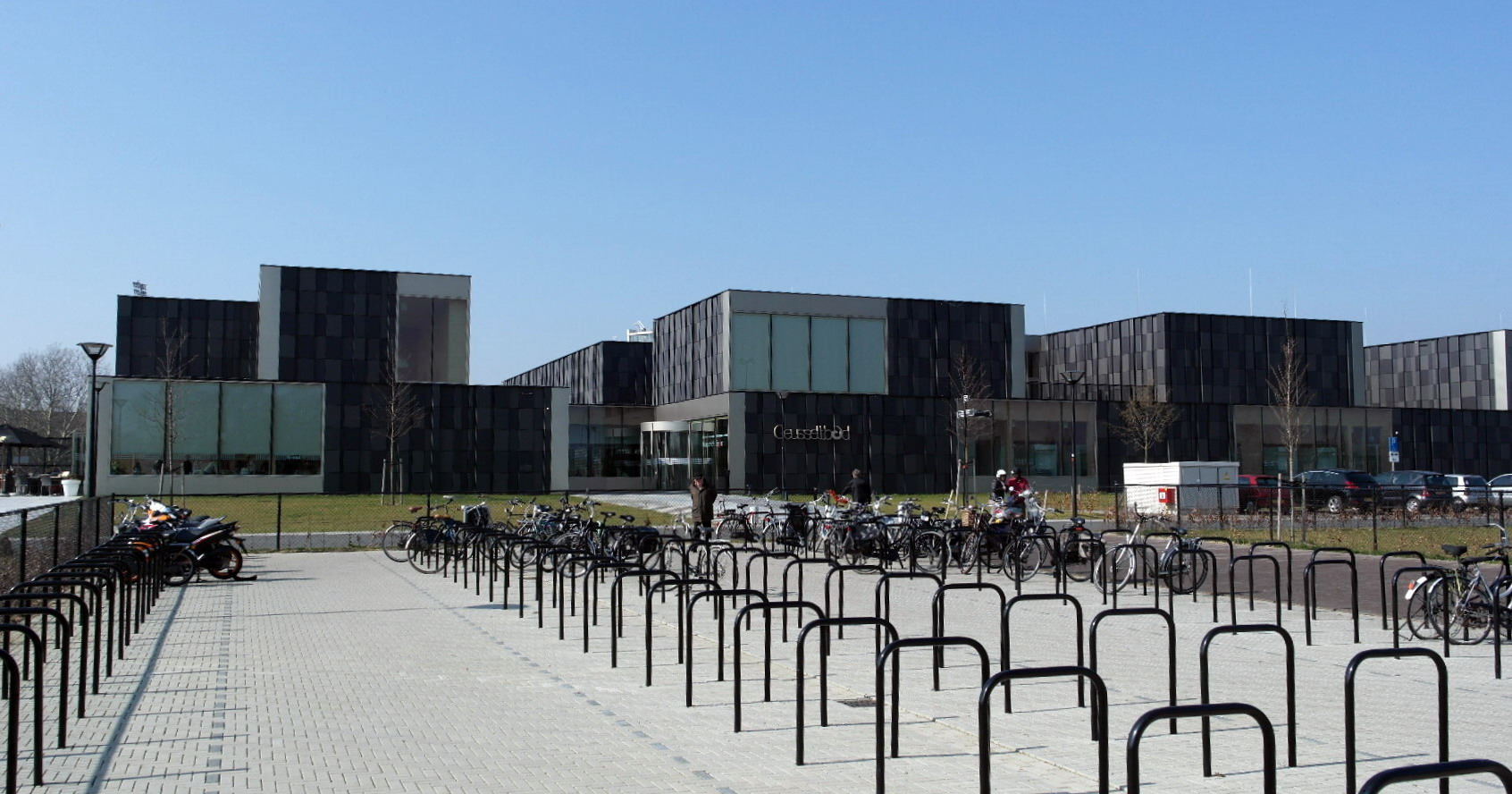
Geusseltbad
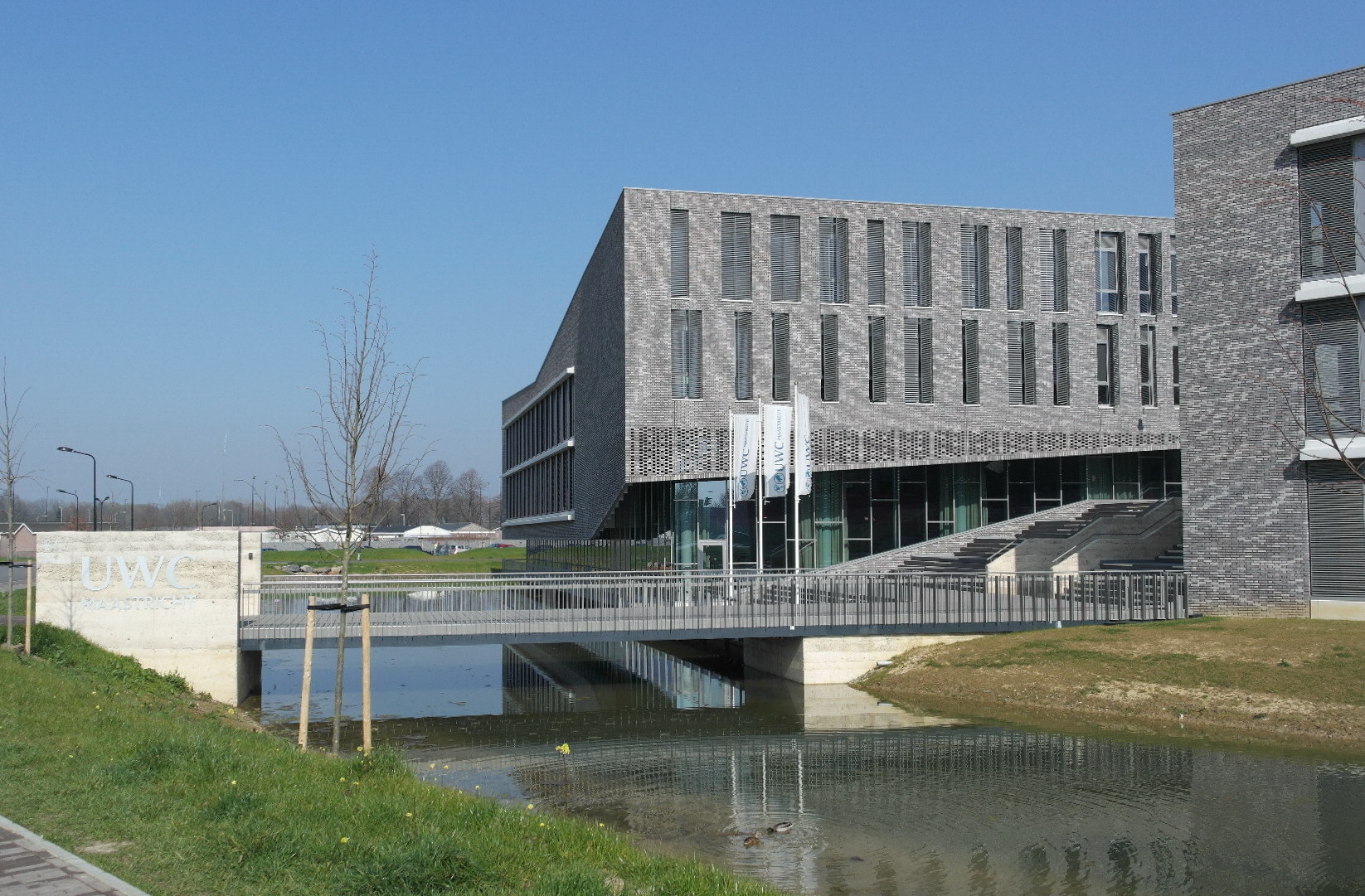
UWCM, brug en scholen
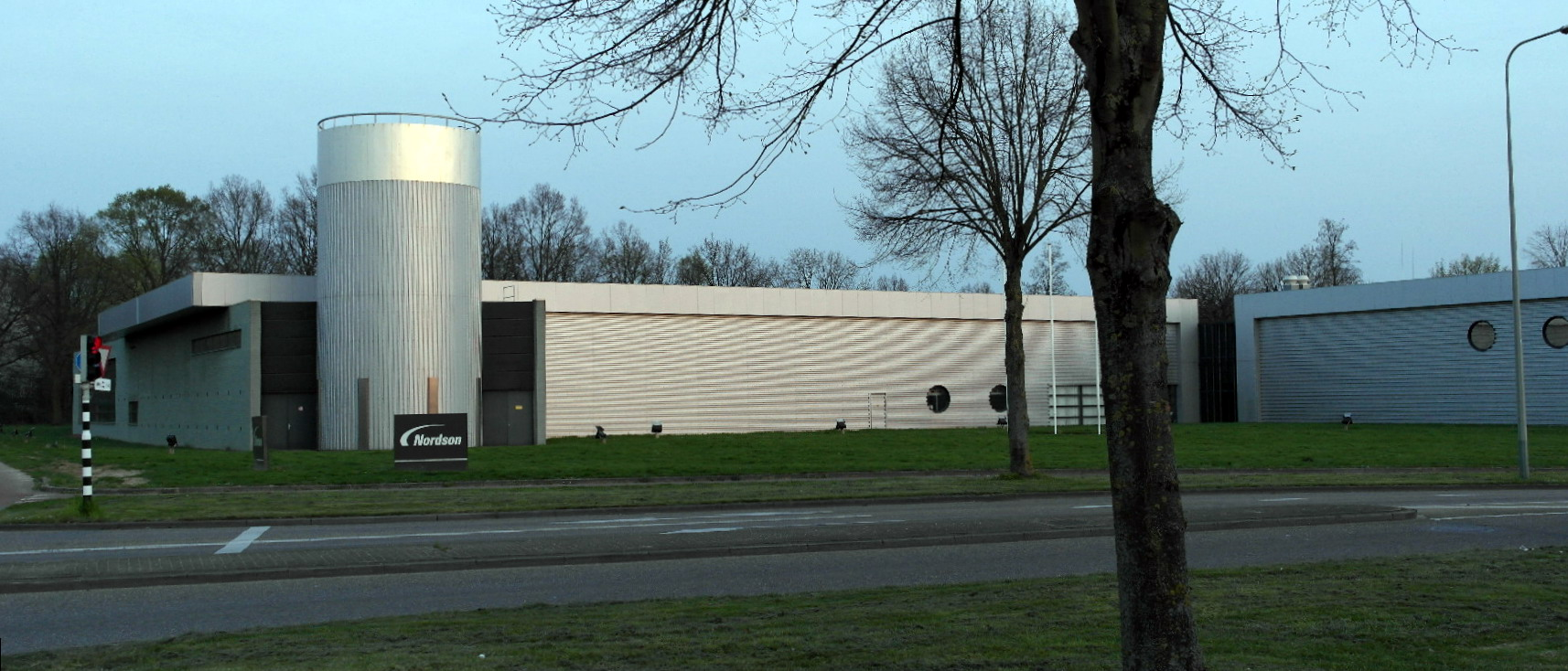
Scharn-Noord

## Voorzieningen
De Rooms-katholieke parochiekerk in het centrum van het dorp is gewijd aan de heilige Walburga. De wijk heeft een eigen winkelcentrum en diverse horecavoorzieningen. Nabij het dorpscentrum bevindt zich een school voor basisonderwijs; buiten het dorpscentrum is sinds 2013 een internationale school gevestigd: het United World College Maastricht. In en rondom Amby bevinden zich diverse zorginstellingen, onder andere bejaardenverzorgingstehuis Achter De Hoven, verpleegkliniek De Zeven Bronnen en het orthopedagogisch Groenenscheldt Instituut. Op het bedrijventerrein Scharn-Noord in Amby zijn onder andere de studio's van de regionale radio- en televisieomroep L1 gevestigd en de studio's van André Rieu. Aan de Molenweg ligt 't Magisch Theatertje, dat zich op poppen- en bewegingstheater richt.
Per openbaar vervoer is de wijk bereikbaar met buslijn 6 van Arriva.

### Verenigingsleven
In het voormalige dorp bestaat een levendig verenigingsleven, met onder andere een harmonieorkest (eveneens vernoemd naar de H. Walburga), een vocalgroep genaamd Mes Amis en een amateur-voetbalclub (RKASV) en een carnavalsvereniging. Deze laatste, CV de Sjlaaibök, is genoemd naar de vrouwen (sjlaaimetten) die vroeger sla (sjlaai) en prei (poor) verkochten op de markt in Maastricht. Om het dorpsgevoel te behouden hebben enkele personen in 2010 de groep Joonkheid Amie opgericht. Zij proberen zaken als kermis, verenigingsgevoel en het Ambys dialect (Amies) te behouden. In 2011 organiseerden ze het "Groot Amies Dictee" voor meer dan 100 deelnemers.

## Bekende ingezetenen
- De schrijver en dichter Robert Franquinet (1915-1979) werd in Amby geboren.
- De acteur Jochum ten Haaf (1978) is in Amby geboren.
- De balletdanser en -choreograaf Jan Linkens (1958) is in Amby opgegroeid.
- Sergeant der infanterie en ridder der Militaire Willems-Orde Johannes Lambertus Scriwanek woonde te Amby.
- Wielrenner Jo Maas (1954) 1 etappe zege in de Tour de France en 7de in het eindklassement 1979 woonde in Amby